# Ludwig Ferdinand Neuhoff

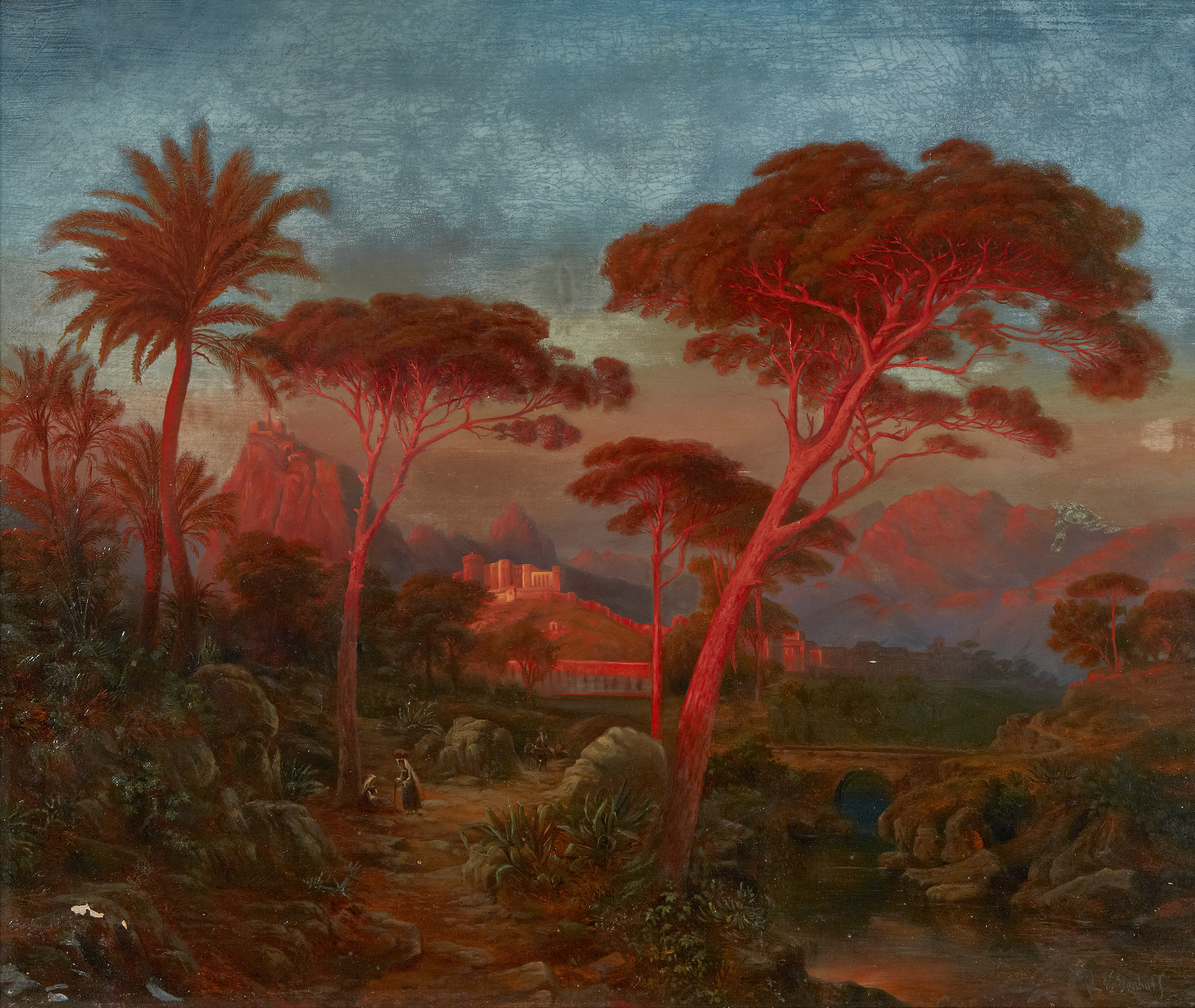
Die Zedern von Libanon

Ludwig Ferdinand Neuhoff (* 6. Februar 1870 in Barmen; † 11. Juni 1905 in Bonn) war ein deutscher Landschaftsmaler.

## Leben
Ludwig Ferdinand Neuhoff wurde als Sohn des Kaufmanns und Seidenweberei-Besitzers Louis Neuhoff und dessen Frau Laura Emma, geborene Grote, in Unterbarmen geboren.
Von 1888 bis 1889 studierte er unter Heinrich Lauenstein an der Kunstakademie Düsseldorf, danach an der Großherzoglich Badischen Kunstschule Karlsruhe bei Gustav Schönleber. Zu seinen Jugendfreunden zählte er den angehenden Schriftsteller Rudolf Herzog.
1892 verlobte er sich mit Wilhelmine Helene Emma Neese. Nach der Hochzeit im Juni 1893 besuchten die Neuvermählten Frankfurt am Main, München, Bozen, Innsbruck, Gardasee und Capri. Von Mai bis Dezember 1892 machte Neuhoff eine Studienreise nach Italien und hielt sich von Juli 1893 bis Winter 1896 in der Villa Giulia in Capri auf. Im Herbst 1895 besuchte er Rom und Terracina.
Im Sommer 1896 kam Neuhoff nach Düsseldorf. Ab Weihnachten 1896 wohnte Neuhoff in München und stellte seine Werke 1898 im Münchner Glaspalast aus. 1898 kehrte er nach Düsseldorf zurück. Er wurde Mitglied der Düsseldorfer Künstlervereinigung „Malkasten“.
Im Jahre 1899 besuchte Neuhoff die italienische Riviera und hielt sich von Juni bis November in Capri auf. 1900 bereiste er die Insel Rügen, Berlin, die Eifel und Kassel. 1901 besuchte er wieder Italien.
Neuhoff starb im Alter von 35 Jahren infolge einer misslungenen Operation.
Der Kunstverein in Barmen, der 1906 in der Barmer Ruhmeshalle postum 80 Werke von Neuhoff ausstellte, erwarb 1907 sein Gemälde Letzter Sonnenstrahl. 1911 und 1912 verkaufte er andere Werke von Neuhoff.